# The Ritz (New York)
Il Ritz è stato un noto locale di musica rock di New York City negli anni '80 e nei primi anni '90.
Venne fondato nel 1980 dall'imprenditore Jerry Brandt nel quartiere East Village di New York City. Si trattò di uno dei primi locali di musica dal vivo a comprendere schermi e monitor video. MTV fece il suo debutto al Ritz. Nell'aprile del 1989, il locale si trasferì di pochi metri, assumendo il nome di "The New Ritz" e continuando ad ospitare concerti per alcuni altri anni. Nel 1990 ritornò ad assumere il suo nome originale.

## MTV – "Live from The Ritz"
MTV trasmise una serie di concerti chiamati "Live from The Ritz" il sabato notte negli anni '80. Tra gli artisti che si esibirono ci furono Guns N' Roses, White Lion, Gene Loves Jezebel, The Saints, The Cult, Nik Kershaw, The Smithereens, Julian Cope, Great White, Hoodoo Gurus, Iggy Pop, Eurogliders e Simon Townshend.

## Concerti notevoli
- Gli U2 tennero il loro primo concerto negli Stati Uniti al Ritz, il 6 dicembre 1980.
- I Duran Duran si esibirono al Ritz nel settembre del 1981, durante il loro primo tour americano.
- Frank Zappa tenne un concerto il 17 novembre 1981 trasmesso dal vivo dalla radio WLIR disponibile su LP e CD - formazione: Chad Wackerman, Ed Mann, Tommy Mars, Scott Tunes, Steve Vai e Ray White; apparizione speciale di Al Di Meola e Brian Peters con il brano "ride like the Wind" di C. Cross.
- Mommy, Can I Go Out and Kill Tonight?, l'unica traccia live dell'album Walk Among Us dei Misfits, venne registrata al Ritz nel 1981. Anche parte di Evilive venne registrata qui.
- Rick Derringer tenne uno speciale concerto al Ritz nel 1982, durante il quale apparvero come ospiti speciali Ted Nugent, Tim Bogert, Karla DeVito e Southside Johnny.
- I Depeche Mode fecero il loro debutto in America con un concerto al Ritz nel gennaio del 1982.
- Ozzy Osbourne registrò l'album dal vivo Speak of the Devil al Ritz il 26 e il 27 settembre del 1982.
- Gli Stormtroopers of Death registrarono l'album dal vivo Live at Budokan al Ritz il 21 marzo del 1992
- I Run-DMC fecero una delle loro prima apparizioni su MTV al Ritz, nel 1984.
- Sting fece il suo debutto da solista con un concerto al Ritz il 26 febbraio 1985, mesi prima della pubblicazione dell'album The Dream of the Blue Turtles.
- Gli Exploites suonarono al Ritz nel settembre del 1985 durante il loro terzo tour americano, supportati da U.S. Chaos e Cro-Mags.
- Bo Diddley registrò un concerto al Ritz con Ronnie Wood nel 1985.
- Il secondo disco del doppio album dal vivo della band metal britannica Venom, intitolato Eine Kleine Nachtmusik, venne registrato al Ritz il 4 e il 5 aprile del 1986
- Iggy Pop registrò un concerto al Ritz nel novembre del 1986.
- I Dirty Rotten Imbeciles registrarono un concerto al Ritz il 27 giugno 1987.
- Little Steven (aka Steven Van Zandt) filmò un concerto al Ritz l'8 ottobre 1987, trasmesso per la televisione giapponese, durante il quale Bruce Springsteen fece un'apparizione speciale.
- I Great White registrarono un intero concerto al Ritz per MTV il 2 febbraio 1988.
- I Guns N' Roses registrano Guns N' Roses: Live at The Ritz, un intero concerto trasmesso su MTV il 2 febbraio 1988, così come le riprese dal vivo usate per il video musicale di You Could Be Mine nel 1991.
- Anche i White Lion tennero una registrazione televisiva al Ritz per MTV nel 1988.
- I Danzig girano i video musicali delle loro canzoni Mother e Twist of Cain al Ritz nei primi mesi del 1988.
- L'ultima esibizione dal vivo dei Talking Heads si tenne al Ritz nel luglio del 1989, con David Byrne e Jerry Harrison ospiti speciali allo show dei Tom Tom Club.
- Il primo concerto americano dei Sepultura si tenne al Ritz in apertura dei King Diamond il 31 ottobre 1989.